# Munyundo
Munyundo är ett periodiskt vattendrag i Burundi.   Det ligger i provinsen Rutana, i den centrala delen av landet, 110 km öster om huvudstaden Bujumbura.
I omgivningarna runt Munyundo växer huvudsakligen savannskog. Runt Munyundo är det ganska tätbefolkat, med 70 invånare per kvadratkilometer.